# Simodactylus cinnamomeus
Simodactylus cinnamomeus is een keversoort uit de familie kniptorren (Elateridae). De wetenschappelijke naam van de soort is voor het eerst geldig gepubliceerd in 1835 door Boisduval.